# Prognos
A PROGNOS az űrhajósok számára több évtizedes fejlesztéssel készült komputervezérelt mérő-, elemző és értékelő rendszer[forrás?]. Filozófiája ötvözi az ötezer éves kínai logikát (minden betegség forrása az emberi szervezet megzavart energiaháztartására vezethető vissza, amelynek állapota a meridiánokon, a szervezet energiapályáin mérhető), az ok-okozati összefüggéseket figyelembe vevő gondolkodásmódot, a „nyugati” észszerűséget és ismereteket, valamint a legkorszerűbb digitális számítógép-technológiát.
Célja a panaszok, betegségek valós okainak feltárása, a kóros elváltozások vér- és fájdalommentes kezelése, gyógyítása. Az energia-medicinára alapuló technológia objektív és reprodukálható mérései alapján az orvos/terapeuta már korai, akár panasz- és tünetmentes állapotban felismerheti a legkülönbözőbb zavarokat, eltéréseket, olyan stádiumban, amelyek még más eszközökkel, például röntgen, nem mutatható ki.
A holisztikus szemléletű rendszer további különlegessége, hogy vele szinte valamennyi alternatív gyógyítási módszer alkalmazásának eredménye vizsgálható. Már a kezelés megkezdése előtt lehetővé teszi annak megállapítását, hogy az adott beteg számára egy bizonyos készítmény/szer éppen a legmegfelelőbb-e, valamint miként reagálnak majd a szervek és a szervezet rendszerei egy bizonyos anyagra.